# Yeda Crusius
Yeda Rorato Crusius GOMD (São Paulo, 26 de julho de 1944) é uma economista e política brasileira. Foi a 36.ª Governadora do Estado do Rio Grande do Sul, entre 2007 e 2011, atualmente está sem partido.
Nascida na capital paulista, descendente de italianos, mudou-se para o Rio Grande do Sul em 1970 depois de casar-se com o economista Carlos Crusius, com quem tem dois filhos. Yeda é formada em economia pela Universidade de São Paulo, sendo pós-graduada pelo Instituto de Pesquisas Econômicas da Universidade de São Paulo e pela Universidade Vanderbilt. Ela iniciou sua carreira acadêmica em Porto Alegre e lecionou na Universidade Federal do Rio Grande do Sul, sendo uma das primeiras diretoras da Faculdade de Ciências Econômicas da Universidade Federal do Rio Grande do Sul.
Entre janeiro e maio de 1993, durante o governo de Itamar Franco, ocupou o cargo de Ministra do Planejamento. Um ano depois da renúncia como ministra, foi eleita deputada federal pelo Rio Grande do Sul, sendo reeleita em 1998 e 2002 - período em que lançou-se por duas vezes candidata a prefeita de Porto Alegre.
Candidata a governadora do Rio Grande do Sul nas eleições de 2006, foi eleita no segundo turno e tornou-se a primeira mulher a governar o Estado. Como governadora, zerou o déficit do Estado já no segundo ano de administração. Nas eleições de 2010, quando tentava a reeleição, chegou ao final do pleito na terceira colocação. Nas eleições de 2014, candidatou-se a deputada federal, tendo sido eleita com 71 794 votos pelo PSDB, ao lado de Nelson Marchezan Júnior. Em janeiro, Yeda retornou à Câmara dos Deputados após uma década.

## Início de vida, família, educação e carreira

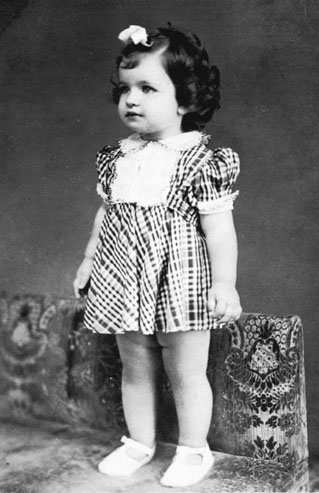
Yeda ainda criança, em fotografia de cerca de 1945

Nascida em 26 de julho de 1944, em São Paulo, Yeda é descendente de italianos; a família Rorato chegou ao Rio Grande do Sul em 1887, enquanto seu avô permaneceu em São Paulo. É a quarta de seis filhos de Francisco Rorato e Sylvia Rorato. Seu pai foi contabilista, mas sua grande paixão era o jornalismo, tendo fundado os jornais O Chicote e a Tribuna de Conquista, que circularam de 1931 a 1936, e Sylvia era dona-de-casa. Foi ainda, grão-mestre da Grande Loja Maçônica do Estado de São Paulo em 1956 e em 1974. De seu pai, herdou a paixão pela política e, de sua mãe, o gosto pelos esportes, especialmente o voleibol.
Em 1963, Yeda começou a cursar economia na Universidade de São Paulo (USP), graduando-se em 1966. De 1964 a 1966, trabalhou como assistente no Tribunal de Contas do Estado de São Paulo. Em 1967, foi economista na Federação do Comércio do Estado de São Paulo, mudando para a Viação Aérea São Paulo no ano seguinte. Em 1968, concluiu sua pós-graduação em economia na USP e em 1969 trabalhou em uma empresa de engenharia. No mesmo ano foi morar nos Estados Unidos, onde concluiu uma pós-graduação na Universidade do Colorado. Em 1971, concluiu um mestrado em economia na Universidade Vanderbilt.
Na Vanderbilt, ela conheceu o futuro marido, Carlos Augusto Crusius, que também fazia mestrado em economia. Mudou-se para Porto Alegre em 1970, após se casar com Carlos. Juntos tiveram dois filhos, César e Tarsila. César mora em São Francisco, nos Estados Unidos, e tem duas filhas. Tarsila é psicóloga, foi presidente do Comitê de Ação Solidária durante o governo de Yeda, e candidatou-se a vereadora de Porto Alegre na eleição municipal de 2012, ficando na primeira suplência. Também era tia da socialite Carola Scarpa.
Em Porto Alegre, Yeda tornou-se professora titular do Departamento de Economia da Universidade Federal do Rio Grande do Sul (UFRGS). A partir de 1974, começou a trabalhar como consultora de empresas e em 1976 especializou-se em estatística pela UFRGS. Entre 1983 e 1986 foi coordenadora do curso de pós-graduação em Economia da UFRGS. Em 1988, Yeda foi contratada pela Rede Brasil Sul de Comunicações (RBS), trabalhando como comentarista da área econômica. Entre 1989 e 1990, foi vice-diretora da Faculdade de Economia da UFRGS, sendo sua primeira diretora de 1991 a 1992. Em abril do mesmo ano, saiu da RBS.

## Carreira política

### Início e ministra do Planejamento
Yeda iniciou-se na política partidária em 1990, ao ingressar no Partido da Social Democracia Brasileira (PSDB). No final de janeiro de 1993, licenciou-se dos cargos que ocupava na UFRGS e de outras atividades para tornar-se ministra-chefe da Secretaria de Planejamento, Orçamento e Coordenação no governo de Itamar Franco. Ela havia sido indicada pelo senador gaúcho Pedro Simon e pelo ministro da Fazenda Paulo Haddad. Sua indicação correspondeu aos anseios de Itamar, que desejava indicar ao cargo uma mulher e alguém que não fosse de São Paulo. Na época, Yeda era pouco conhecida, mas sua indicação foi bem recebida pelos empresários brasileiros.
Ao assumir o ministério, Yeda preocupou-se com a política de estabilização econômica. Após deixar o cargo de ministra, Yeda reassumiu suas funções na UFRGS, foi nomeada para o Conselho de Administração do Banco Nacional de Desenvolvimento Econômico e Social (BNDS) e exerceu a função de primeira vice-presidente do diretório estadual do PSDB-RS.

### Deputada federal (1995-2006)
Em 1994, Yeda tornou-se a primeira tesoureira do PSDB-Nacional e foi eleita deputada federal na eleição de outubro daquele ano, obtendo 104 295 votos, sendo superada apenas por Germano Rigotto e Paulo Paim. Ela assumiu o mandato em fevereiro de 1995 e foi escolhida primeira vice-presidente da Comissão de Orçamento e titular da Comissão de Finanças e Tributação da Câmara dos Deputados. No decorrer da reforma constitucional em 1995, acompanhou a orientação da base governista, manifestando-se a favor da abolição do monopólio estatal nas áreas de telecomunicações, distribuição de gás canalizado e exploração do petróleo. Yeda também foi favorável à prorrogação da vigência do Fundo de Estabilização Fiscal (FEF) e ao fim de todas as diferenças jurídicas entre empresas de capital nacional e as de estrangeiro.

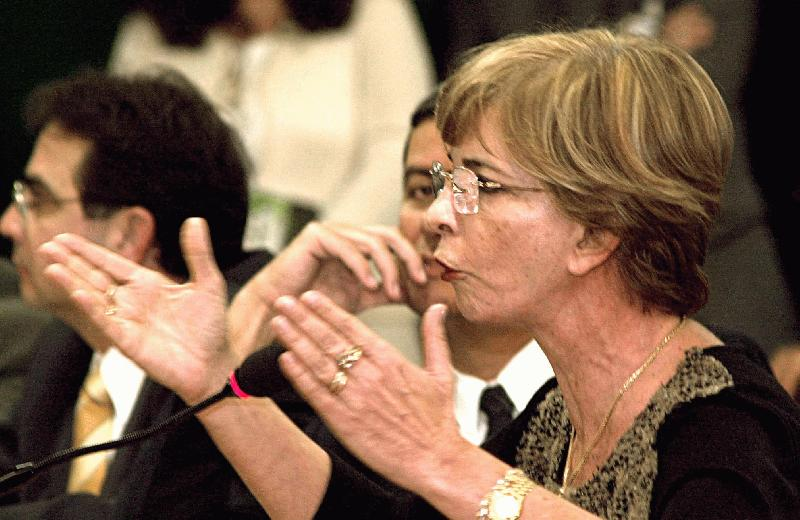
Yeda falando em reunião da Comissão Especial sobre a reforma da Previdência, em 23 de julho de 2003

Em 1996, Yeda apoiou a aprovação da Contribuição Provisória sobre Movimentação Financeira (CPMF) e foi relatora da Subcomissão de Educação e do Desporto, Cultura, Ciência e Tecnologia, da Comissão do Orçamento do Congresso Nacional. Naquele ano, também foi candidata à prefeitura de Porto Alegre em uma coligação formada por PSDB, PL, PSC, PSL e PFL, tendo Onyx Lorenzoni como seu candidato a vice. Esta foi a segunda vez que os tucanos lançaram candidatura própria na capital. Eles conseguiram polarizar a disputa com o PT, representado por Raul Pont e José Fortunati. Yeda recebeu 167 397 votos (22,34% dos válidos) e, apesar de perder no primeiro turno para Pont, o PSDB aumentou expressivamente sua votação em relação à disputa anterior.
Em 1997, foi favorável a emenda constitucional que permitiu uma reeleição consecutiva para o Poder Executivo e presidiu o comitê parlamentar da Comissão do Orçamento que examinou obras consideradas com indícios de irregularidades pelo Tribunal de Contas da União (TCU). Ainda no mesmo ano, foi relatora na comissão especial de um dos projetos mais importantes do governo, a emenda constitucional que prorrogou a vigência do Fundo de Estabilização Fiscal (FEF) até dezembro de 1999; o relatório final elaborado por Yeda foi aprovado pelo plenário da Câmara. Em outubro de 1998, reelegeu-se para seu segundo mandato como deputada federal com 77 670 votos. Em maio de 1999, foi nomeada diretora de Estudos e Pesquisas do Instituto Teotônio Vilela, o órgão de formação política do PSDB. Em 1999, Yeda foi presidente da Comissão de Finanças e Tributação da Câmara dos Deputados, tornando-se a primeira mulher a ocupar este cargo.
Em 2000, Yeda voltou a ser candidata ao executivo porto-alegrense pelo PSDB e recebeu o apoio formal do PPB e PSDC. Ela obteve 121 598 votos (15,54%), atrás do ex-prefeito Tarso Genro (48,72%), do PT, e do ex-governador Alceu Colares (20,07%), do PDT. No ano seguinte, tornou-se presidente nacional do Instituto Teotônio Vilela, ficando neste cargo até 2003, e foi vice-líder do governo Fernando Henrique Cardoso no Congresso Nacional. Em 2002, reelegeu-se para seu terceiro mandato na Câmara dos Deputados com 170 735 votos, a terceira votação mais expressiva do Estado naquela eleição. Em seu novo mandato, foi vice-líder dos tucanos na Câmara dos Deputados em 2003 e entre 2004 a 2006. Em dezembro de 2005, foi admitida pelo então presidente Luiz Inácio Lula da Silva à Ordem do Mérito da Defesa no grau de Grande-Oficial suplementar.
Entre as viagens oficiais como deputada, Yeda foi para o México em 1996 e 2000; Nova York em 2000 e 2002; Washington, D.C. em 1995, 1996, 2000, 2002 e 2004; Roma, Reino Unido, Santiago, Buenos Aires e Montevidéu em 1995; Uruguai em 1996; Paris, Londres, Lisboa e San José em 1997; Alemanha e Antártica em 1998; China em 1999; Equador em 2001; França, Bélgica, Peru e Colômbia em 2003; e para a Rússia em 2004.

### Eleição estadual de 2006

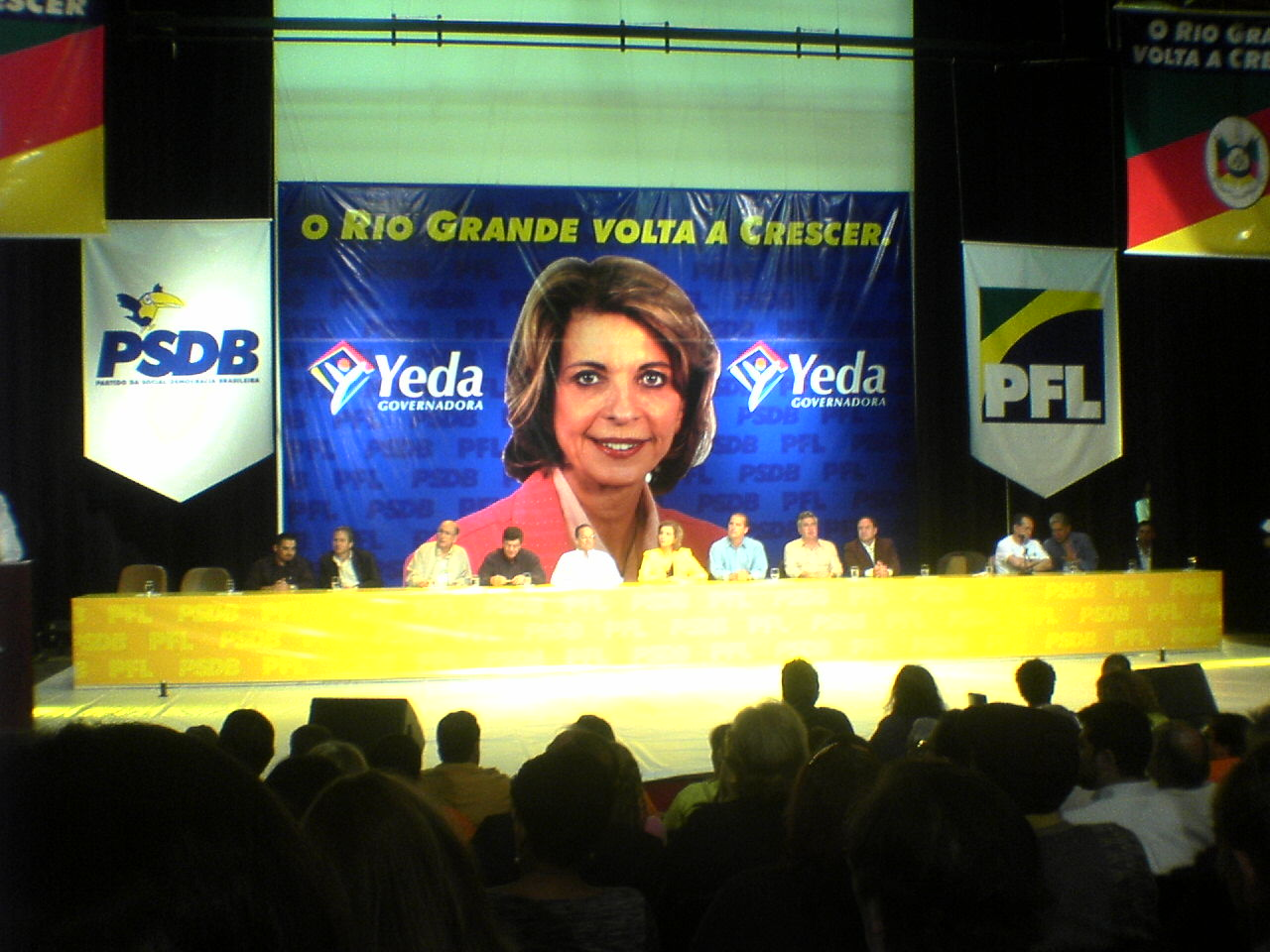
Yeda na convenção do PSDB gaúcho em Torres

Yeda foi presidente do PSDB gaúcho de agosto de 2005 a junho de 2006, cargo do qual licenciou-se para ser candidata ao governo do Estado. Ela foi escolhida candidata numa coligação do PSDB com o PFL, que indicou o postulante a vice Paulo Feijó, e com o PPS, que desistiu da candidatura de Nélson Proença na véspera da inscrição no contexto da aliança nacional em torno de Geraldo Alckmin. O PPS indicou o candidato ao senado da chapa, Mário Bernd. No início da campanha, em agosto de 2006, Yeda figurava em terceiro lugar nas pesquisas eleitorais, atrás do ex-governador Olívio Dutra e do candidato a reeleição Germano Rigotto.
No horário eleitoral gratuito, usou o slogan Um novo jeito de Governar e criticou o governo do estado, propondo um "choque de gestão" visando a redução do déficit financeiro que já durava mais de trinta anos, através do corte de CCs, reestruturação da máquina pública, contenção de despesas e racionalização da receita.

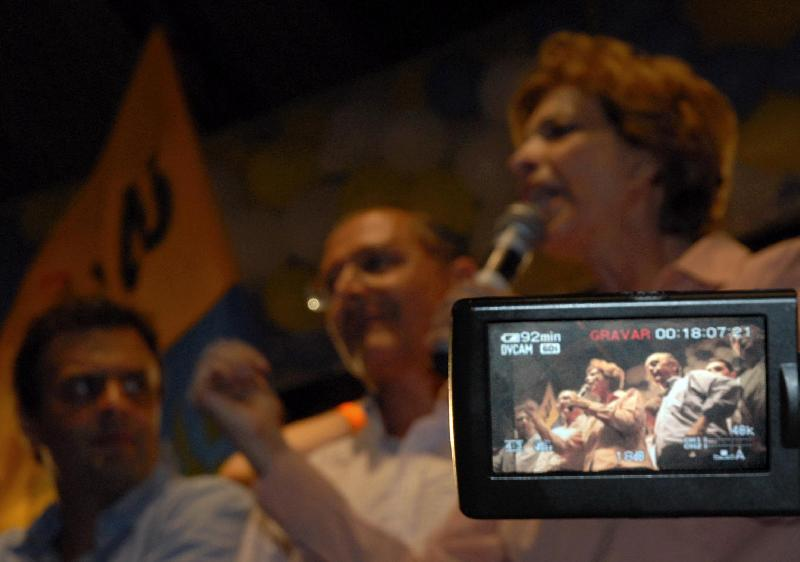
Yeda discursando ao lado do candidato à presidência Geraldo Alckmin e do governador mineiro Aécio Neves, em 22 de outubro de 2006

Yeda assumiu pessoalmente a condução de sua campanha, e focou a propaganda no baixo índice de rejeição que tinha, apresentando-se como a única candidata capaz de derrotar tanto Olívio como Rigotto no segundo turno. Também passou a explorar fortemente sua ligação com o presidenciável tucano, que seria o mais votado no Estado. Faltando uma semana para as eleições, Yeda passou para o segundo lugar nas pesquisas, superando Olívio. Com forte migração de votos de Rigotto para Yeda, a fim de tirar Olívio do segundo turno, a tucana consagrou-se vencedora do primeiro turno, realizado em 1 de outubro, com 32,9% dos votos válidos. Em uma acirrada disputa pela outra vaga no segundo turno, Olívio obteve 27,39% dos votos, enquanto Rigotto ficou em terceiro com 27,12%.
No segundo turno, Yeda recebeu o apoio de partidos de centro e direita, incluindo o PMDB de Rigotto (ainda que não tenha recebido o apoio pessoal do então governador), além de parte do PDT, que oficialmente ficou neutro e liberou a militância, e também do PP. A primeira pesquisa do segundo turno deu a Yeda mais de 60% dos votos. Outra pesquisa, realizada em 27 de outubro, mostrou Yeda com 49,9% dos votos, contra 42,2% de Olívio. As pesquisas que foram feitas nas últimas semanas mostravam quedas no percentual de eleitores que votariam em Yeda, o que fez com que a candidata passasse a fazer campanha mais intensamente. Em 29 de outubro, foi eleita a primeira governadora da história do Rio Grande do Sul com 53,94% dos votos.

### Governadora do Rio Grande do Sul

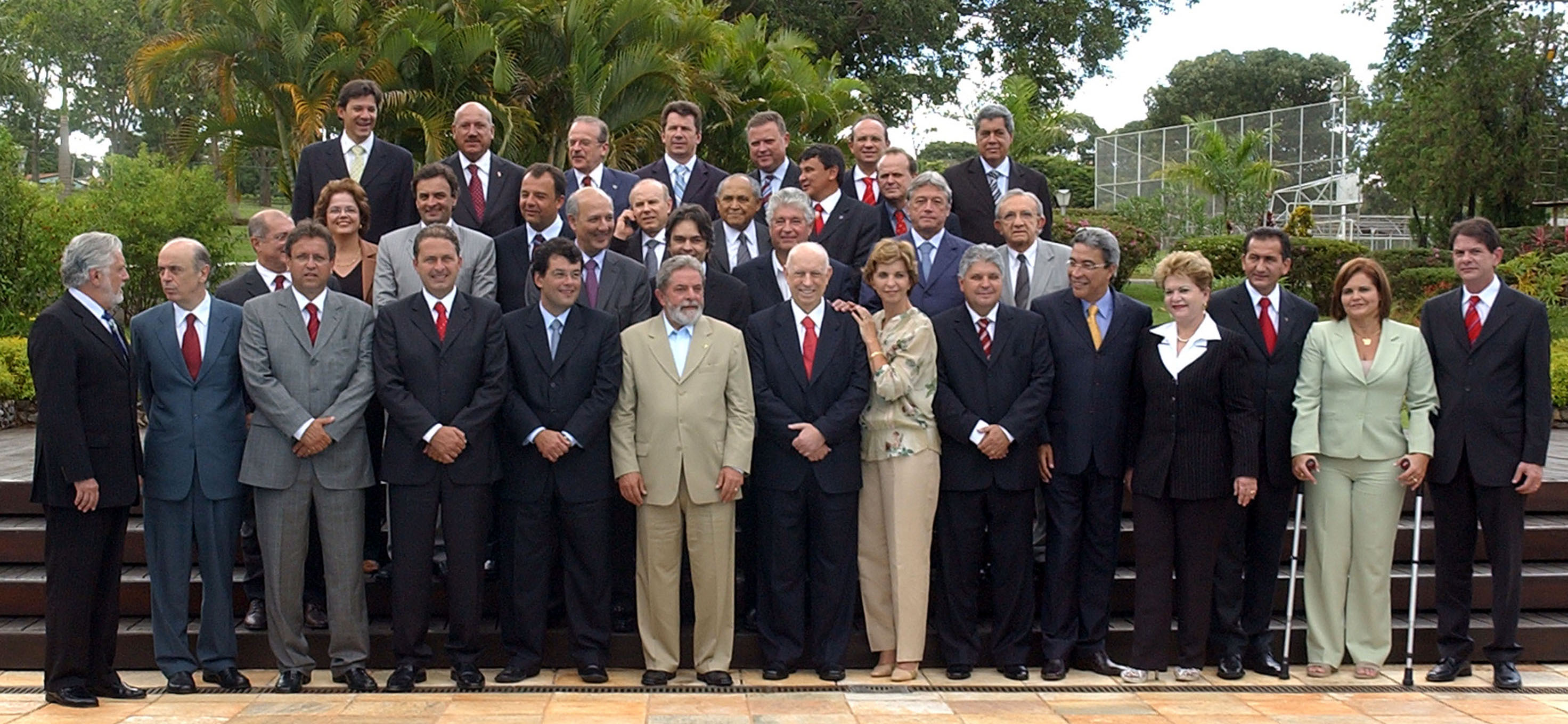
O presidente Lula e alguns de seus ministros em fotografia com os governadores, em março de 2007. Yeda está na primeira fileira, ao lado do vice-presidente José Alencar

Antes mesmo de sua posse, Yeda envolveu-se na primeira polêmica de sua gestão. A fim de diminuir o déficit em caixa do Estado, pediu ao governador Rigotto que enviasse à Assembleia um projeto de corte de despesas e aumento de ICMS (embora tenha prometido o contrário durante campanha), que foi chamado pela oposição de tarifaço. Esse projeto de lei daria ao Estado 800 milhões de reais e cortaria despesas em 650 milhões de reais. Em 29 de dezembro de 2006, muitos deputados de sua base aliada votaram contra o projeto, que foi rejeitado (a votação ficou em 28 votos contrários e 24 favoráveis). A derrubada do projeto foi coordenada pelo vice-governador eleito Feijó, que rompeu publicamente com Yeda em 2008. Devido ao projeto de lei, alguns futuros secretários acabaram renunciando ao cargo antes mesmo de serem empossados, como foram os casos de Berfran Rosado, do PPS, Jerônimo Goergen, do PP (sendo substituído por Celso Bernardi), e Marquinho Lang, do PFL. Yeda tomou posse no dia 1° de janeiro de 2007, anunciando forte contenção de gastos com o objetivo de sanear as finanças do Estado.
Ao completar cem dias de governo, Yeda entrou em choque com o Secretário da Segurança, Enio Bacci, responsável por uma área que vinha recebendo boa aprovação da população. Acusado de ser personalista, de tentar ofuscar Yeda na apresentação de resultados do governo e de ter assessores ligados ao Jogo do Bicho, Bacci foi demitido pela governadora. A decisão culminou na saída do PDT do governo. Na mesma semana, o Democratas anunciou que se considerava independente do governo. A saída do PDT e do DEM fizeram com que Yeda perdesse o apoio de cerca de dez deputados estaduais. Durante esse período, o Partido dos Trabalhadores cogitou a abertura de uma Comissão Parlamentar de Inquérito para a Segurança.

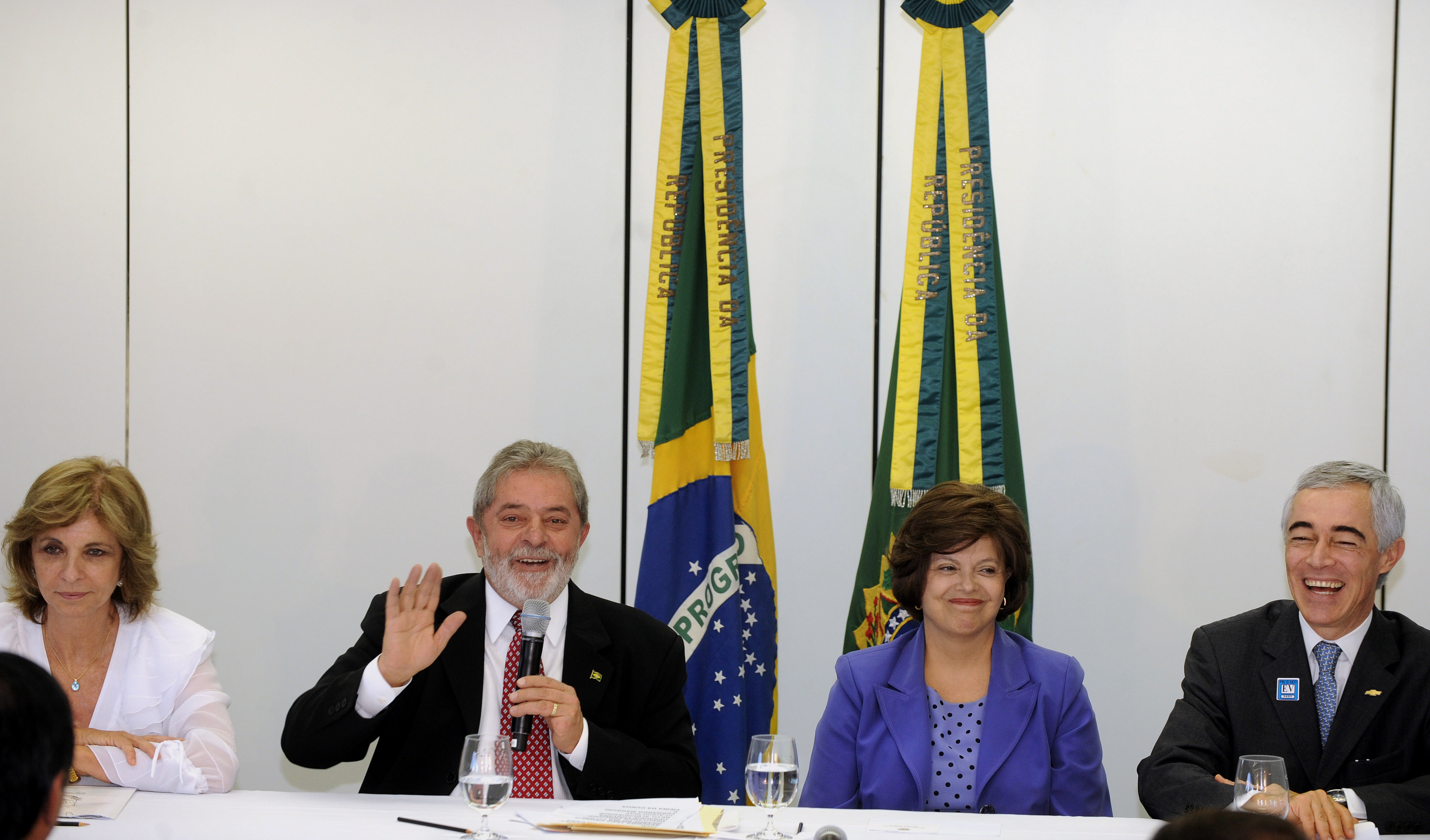
Yeda juntamente com o presidente Lula, a ministra Dilma Rousseff, e o executivo Jaime Ardila durante anúncio de novos investimentos da General Motors no país, em julho de 2009

Já no primeiro ano de governo, o déficit estrutural do Estado diminuiu pela metade e Yeda apresentou projetos que visavam zerar o déficit do Rio Grande do Sul até o ano de 2010. Com isso, o décimo terceiro de 2008 foi pago antecipado em 5 de dezembro, e pela primeira vez depois de anos, sem empréstimo do Banrisul, o banco estatal do Estado.
Em 19 de março de 2008, Yeda transmitiu pela primeira vez o governo do Estado para o vice-governador Paulo Feijó, que reatou com o governo, para que pudesse viajar para os Estados Unidos e Canadá. Ela também viajou para a Alemanha e Holanda.
Em novembro de 2008, Yeda anunciou que, após 37 anos, o Rio Grande do Sul não era mais um Estado deficitário. No mesmo dia, ela anunciou o pagamento antecipado do décimo terceiro com recursos próprios, pela primeira vez em catorze anos. Além disso, o governo voltou a pagar fornecedores e servidores em dia, o que era inviabilizado pelo déficit financeiro.
No entanto, devido a uma série de medidas controversas, uma oposição forte e várias denúncias de corrupção no seu governo, das quais foi inocentada nos anos seguintes, tornou-se um dos governantes mais impopulares do Estado. No ano de 2009, a governadora enfrentou profundos ataques dos partidos de oposição, especialmente do PT e PSOL e de sindicatos ligados a estes partidos. As acusações causaram redução considerável em seus índices de popularidade, bem como tornaram a governabilidade quase impossível. Uma pesquisa realizada em 2008 revelou que 62% dos eleitores eram a favor de seu impeachment. Entretanto, a aprovação da governadora subiu nos últimos anos de seu governo e as ações da oposição não surtiram efeito, já que nada acabou sendo provado contra Yeda, mesmo após a realização da CPI da corrupção. A comissão, que tinha como relator o deputado da base governista Coffy Rodrigues, teve seu relatório final aprovado em 23 de fevereiro de 2010 por 22 a 19 e não apontou responsabilidades de Yeda nos casos de corrupção.

### Eleição estadual de 2010

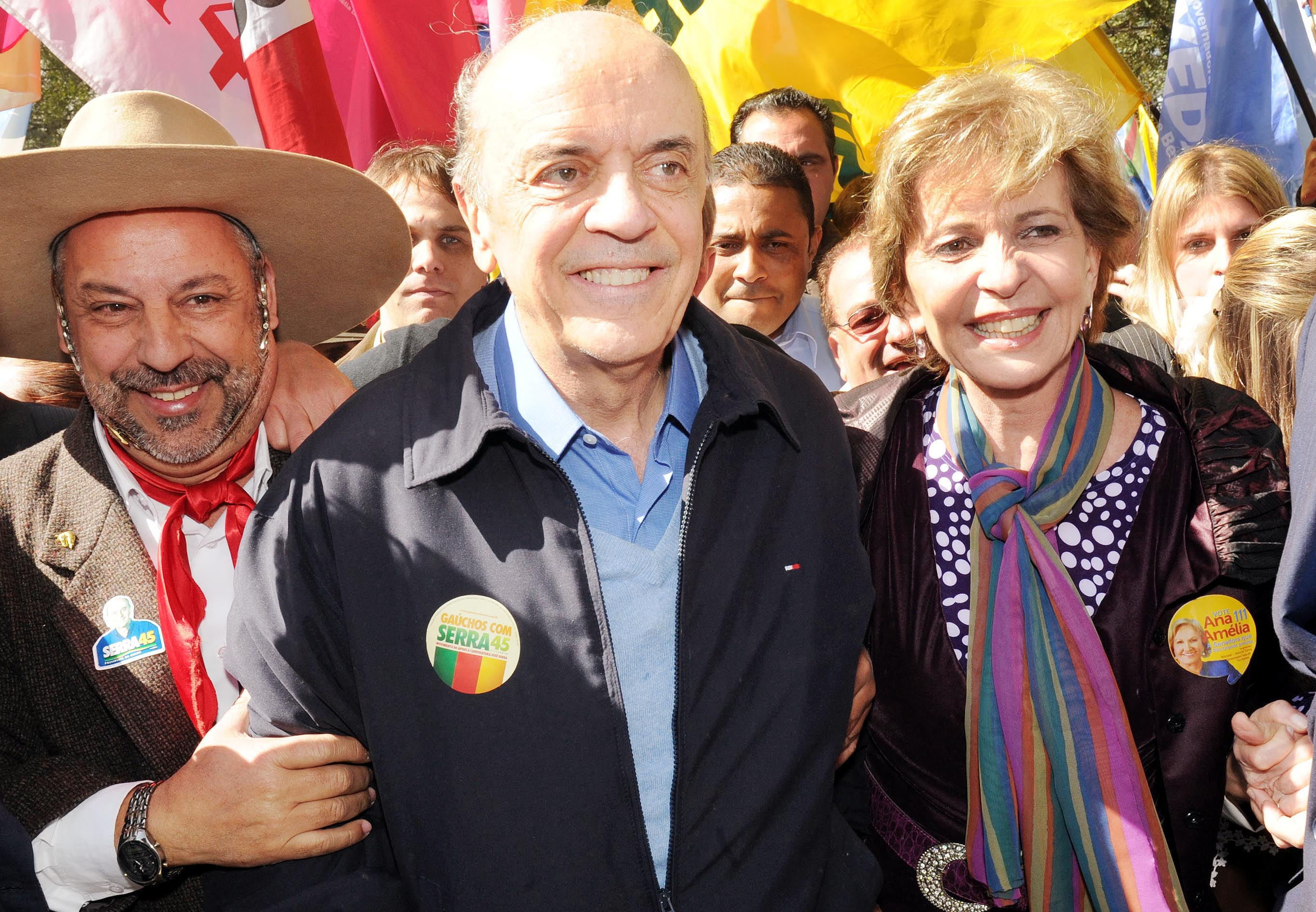
José Serra e Yeda durante uma passeata da campanha eleitoral de 2010

Em junho de 2010, Yeda oficializou sua candidatura à reeleição ao governo do Rio Grande do Sul. Apoiada por uma coligação formada por oito partidos, incluindo PP, PPS, PRB e PSC, ela teve como seu candidato a vice o deputado estadual Berfran Rosado. A coligação de Yeda possuiu o segundo maior tempo de propaganda eleitoral gratuita e, no decorrer da campanha, sua candidatura gastou R$ 12,5 milhões, o maior valor declarado entre os principais candidatos ao governo e ao Senado Federal no Estado.
Yeda teve como seus principais adversários Tarso Genro (PT), ministro no governo Lula e prefeito de Porto Alegre por duas vezes, e José Fogaça (PMDB), senador da República durante dezesseis anos e prefeito da capital entre 2005 e 2010. Apesar de seus índices de aprovação melhorarem em 2010, Yeda permaneceu em terceiro lugar nas pesquisas eleitorais, atrás de Fogaça e de Tarso, considerado favorito para vencer a eleição. Tarso acabou sendo eleito governador com 54,35% dos votos já no primeiro turno, em 3 de outubro; Fogaça ficou em segundo lugar, com 24,74%, e Yeda, que recebeu 18,40%, em terceiro.

### Atividades entre 2011 a 2017
Cem dias após ter deixado o governo, Yeda foi entrevistada por um jornal local. Na entrevista, ela disse que seus planos eram formar um grupo para estudar o cenário nacional e o papel do Rio Grande do Sul. Ao ser perguntada sobre sua vida partidária, comentou que não seria candidata à prefeitura de Porto Alegre em 2012, declarando que preferia guardar sua imagem para uma eventual eleição à Câmara dos Deputados.
Em abril de 2012, Yeda voltou a trabalhar como jornalista, desta vez no programa Pampa News, da Rede Pampa. Em julho do mesmo ano, também foi contratada como colunista no Jornal Gente, da Rádio Bandeirantes de Porto Alegre.

### Deputada federal (2017-2019)

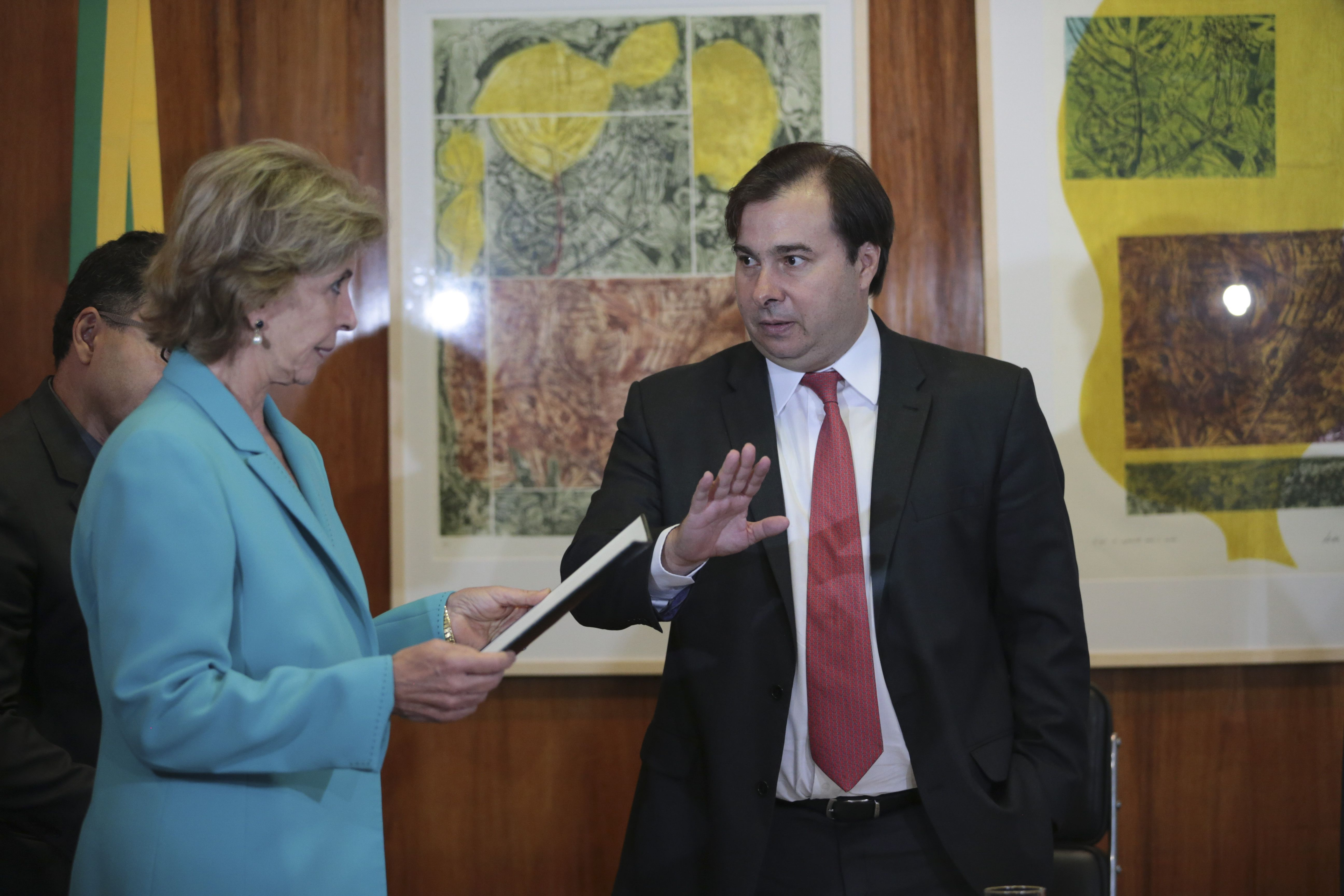
Yeda sendo empossada deputada federal pelo presidente da Casa Rodrigo Maia, em 5 de janeiro de 2017

Em 2014, Yeda oficializou sua candidatura a deputada federal pelo PSDB nas eleições daquele ano. Ela obteve 71 794 votos  (1,22%) e acabou na primeira suplência de sua coligação, composta também por PP, SD e PRB. Com a eleição de Nelson Marchezan Júnior como prefeito de Porto Alegre no final de outubro de 2016, Yeda ganhou o direito de retornar ao parlamento. Em 5 de janeiro de 2017, foi empossada no cargo por Rodrigo Maia, presidente da Câmara dos Deputados.
Em abril de 2017, Yeda foi favorável à Reforma Trabalhista. Em agosto do mesmo ano, votou pelo arquivamento da denúncia de corrupção passiva do presidente Michel Temer, por entender que o momento era de extrema gravidade para trocar o comando do País. Para a deputada, o melhor era que as investigações e eventuais punições ocorressem após o fim do mandato, em 2019.
Nas eleições de 2018 Yeda disputou a reeleição para a Câmara dos Deputados, tendo conquistado 37 549 votos (0,64%) e obtendo a suplência.

### Atividades posteriores
Em novembro de 2018, Yeda anunciou sua candidatura à Presidência Nacional do PSDB, cuja eleição deve ocorrer no final de 2019.
Em junho de 2019, Yeda foi condenada em primeira instância por improbidade administrativa no processo que investigava as fraudes ocorridas no Detran durante seu governo. Se transitada em julgado, a sentença lhe imporá a perda de sua aposentadoria pública, a necessidade de ressarcir os cofres públicos e a suspensão dos direitos políticos por cinco anos. A Justiça concluiu que Yeda "concorreu substancialmente" para que as fraudes ocorressem. Sua defesa classificou a sentença como injusta e disse que recorrerá.
Durante as eleições municipais de 2020, Yeda focou em apoiar candidatas tucanas para prefeituras e câmaras municipal, lançando cursos à distância e militando pela maior participação feminina na política.

## Publicações
Yeda Crusius é autora e co-autora de vários livros na área Política e sobre Economia. É autora dos seguintes livros:
- A (Há?) escolha entre inflação e desemprego, 1981.[101]

É também co-autora dos seguintes livros:
- A evolução da economia no Rio Grande do Sul face à economia brasileira;[102]
- Autonomia ou submissão?, 1983 páginas 72 a 84;[103]
- O Plano Brasil Novo como uma proposta de mudança de regime, 1990;[104]
- O Brasil e a ordem internacional: a necessária integração, 1992;[102]
- O Labirinto político-estratégico mundial: os rumos brasileiros;[105]
- Símbolos de Porto Alegre, 1993 páginas 70 a 77;[106]
- A resistência da inflação brasileira a choques, Porto Alegre, UFRGS, 1992;[102]
- Indicadores de resistência da inflação brasileira a choques;[102]
- A economia da inflação, 1992;[107]
- A agenda política e institucional no MERCOSUL: aportes para a integração regional, São Paulo, Konrad Adenauer-Stifung, 1997 páginas 173 a 175;[108]
- A projeção face ao século XXI, São Paulo, Konrad Adenauer-Stifung, 1998;[105]
- Papel do sistema eleitoral, dos partidos políticos e do Poder Legislativo, Brasília, Instituto Teotônio Vilela, 2000.[105]
- Minha Experiência na UFRGS, 2000.[102]